# Fotbalová reprezentace Alžírsko A'
Alžírská fotbalová reprezentace A' (arabsky منتخب الجزائر لكرة القدم للمحليين) je po alžírské fotbalové reprezentaci druhý fotbalový národní tým Alžírska. Mohou v něm hrát pouze hráči z domácích lig. Toto mužstvo reprezentuje Alžírsko na Africkém mistrovství národů a spadá pod kontrolu Alžírské fotbalové federace.

## Účast na Africkém mistrovství národů
| Africké mistrovství národů | Africké mistrovství národů | Africké mistrovství národů | Africké mistrovství národů | Africké mistrovství národů | Africké mistrovství národů | Africké mistrovství národů | Africké mistrovství národů | Africké mistrovství národů |
| Účasti: 1                  | Účasti: 1                  | Účasti: 1                  | Účasti: 1                  | Účasti: 1                  | Účasti: 1                  | Účasti: 1                  | Účasti: 1                  | Účasti: 1                  |
| Rok                        | Kolo                       | Pozice                     | Záp.                       | V                          | R                          | P                          | VG                         | OG                         |
| -------------------------- | -------------------------- | -------------------------- | -------------------------- | -------------------------- | -------------------------- | -------------------------- | -------------------------- | -------------------------- |
| 2009                       | Nekvalifikovali se         | Nekvalifikovali se         | Nekvalifikovali se         | Nekvalifikovali se         | Nekvalifikovali se         | Nekvalifikovali se         | Nekvalifikovali se         | Nekvalifikovali se         |
| 2011                       | 4. místo                   | 4                          | 6                          | 2                          | 3                          | 1                          | 7                          | 4                          |
| 2014                       | Bude určeno                | Bude určeno                | Bude určeno                | Bude určeno                | Bude určeno                | Bude určeno                | Bude určeno                | Bude určeno                |
| 2016                       | Bude určeno                | Bude určeno                | Bude určeno                | Bude určeno                | Bude určeno                | Bude určeno                | Bude určeno                | Bude určeno                |
| Celkem                     | 4. místo                   | 1/2                        | 6                          | 2                          | 3                          | 1                          | 7                          | 4                          |